# Campeonato Sul-Americano de Rugby de 2018
O Campeonato Sul-Americano de Rugby de 2018 foi a XL edição deste torneio, reunindo os principais países do continente na busca pelo título. A partir deste campeonato, o mesmo passou a ser conhecido como Torneio Seis Nações, sendo isto resultado da mudança promovida pela SAR (Sudamérica Rugby) em setembro de 2017.
O Brasil conquistou esta competição com uma campanha perfeita. Os uruguaios haviam obtido o primeiro lugar nas duas edições anteriores.

## Regulamento e participantes
A Sudamérica Rugby, autarquia que administra o rugby e suas competições a nível sul-americano, resolveu promover grandes mudanças em todos os seus torneios, a partir de 2018. Os torneios de XV (equipes completas adultas) passarão pelas mais chamativas alterações. No que tange ao Campeonato Sul-Americano de Rugby Divisão A, a mudança começou pelo nome, rebatizado como Torneio Seis Nações.
Nesta edição da competição, os participantes foram as seleções de Argentina, Brasil, Chile, Uruguai, Paraguai (que manteve a categoria com esta alteração) e Colômbia (promovida com o título conquistado na Divisão B de 2017). Argentinos e uruguaios disputaram este torneio com suas equipes secundárias. Os seis participantes foram divididos em duas conferências, sendo elas denominadas como Leste e Oeste, cada qual com três integrantes.
As partidas foram disputadas entre as equipes de cada conferência, e não dentro delas. No total, cada seleção fez três jogos, sagrando-se campeã a equipe que conquistou mais pontos ao final das três rodadas.

## Divisão e tabela do Campeonato Sul-Americano de Rugby de 2018
A divisão das conferências foi a seguinte:
- Conferência Oeste: Argentina XV, Chile e Colômbia.
- Conferência Leste: Brasil, Paraguai e Uruguai XV.

### Partidas do torneio
Segue,-se, abaixo, as partidas desta competição.
1ª rodada
| 5 de maio de 2018 |         |            |                                 |
| Colômbia          | 5-26    | Uruguai XV | Estádio Cicuentenario, Medellín |
|                   | Reporte |            | Estádio Cicuentenario, Medellín |

| 5 de maio de 2018 |         |              |                                       |
| Paraguai          | 3-64    | Argentina XV | Estadio Héroes de Curupaytí, Assunção |
|                   | Reporte |              | Estadio Héroes de Curupaytí, Assunção |

| 5 de maio de 2018 |         |       |                               |
| Brasil            | 28-12   | Chile | Estádio do Canindé, São Paulo |
|                   | Reporte |       | Estádio do Canindé, São Paulo |

2ª rodada
| 12 de maio de 2018 |         |       |                             |
| Uruguai XV         | 20-22   | Chile | Estádio Charrúa, Montevidéu |
|                    | Reporte |       | Estádio Charrúa, Montevidéu |

| 12 de maio de 2018 |         |        |                                   |
| Argentina XV       | 33-36   | Brasil | Estádio Club Newman, Buenos Aires |
|                    | Reporte |        | Estádio Club Newman, Buenos Aires |

| 12 de maio de 2018 |         |          |                                       |
| Paraguai           | 28-26   | Colômbia | Estadio Héroes de Curupaytí, Assunção |
|                    | Reporte |          | Estadio Héroes de Curupaytí, Assunção |

3ª rodada
| 19 de maio de 2018 |         |          |                             |
| Brasil             | 67-5    | Colômbia | SPAC Santo Amaro, São Paulo |
|                    | Reporte |          | SPAC Santo Amaro, São Paulo |

| 19 de maio de 2018 |         |          |                               |
| Chile              | 97-0    | Paraguai | Old Grangonian Club, Santiago |
|                    | Reporte |          | Old Grangonian Club, Santiago |

| 20 de maio de 2018 |         |            |                                   |
| Argentina XV       | 64-15   | Uruguai XV | Estádio Club Newman, Buenos Aires |
|                    | Reporte |            | Estádio Club Newman, Buenos Aires |

#### Classificação geral
| Col. | País         | Partidas | Partidas | Partidas | Partidas | Pontos  | Pontos | Pontos | Tries | Pontos bônus          | Pontos bônus | Pontos Totais |
| Col. | País         | Jogos    | Vit.     | Emp.     | Der.     | A favor | Contra | Diff   | Tries | Vit 3 tries diferença | D7           | Pontos Totais |
| ---- | ------------ | -------- | -------- | -------- | -------- | ------- | ------ | ------ | ----- | --------------------- | ------------ | ------------- |
| 1    | Brasil       | 3        | 3        | 0        | 0        | 131     | 50     | +81    | 17    | 1                     | 0            | 13            |
| 2    | Argentina XV | 3        | 2        | 0        | 1        | 161     | 54     | +113   | 25    | 2                     | 1            | 11            |
| 3    | Chile        | 3        | 2        | 0        | 1        | 131     | 48     | +83    | 15    | 1                     | 0            | 9             |
| 4    | Uruguai XV   | 3        | 1        | 0        | 2        | 61      | 91     | -30    | 7     | 1                     | 1            | 6             |
| 5    | Paraguai     | 3        | 1        | 0        | 2        | 31      | 187    | -156   | 3     | 0                     | 0            | 4             |
| 6    | Colômbia     | 3        | 0        | 0        | 3        | 36      | 121    | -85    | 4     | 0                     | 1            | 1             |

- Critérios de pontuação: vitória = 4; empate = 2; vitória com três ou mais tries de diferença (bonificação) = 1; derrota por menos de sete pontos (bonificação) = 1.[8]

## Campeão
| 40º Campeonato Sul-Americano de Rugby Torneio Seis Nações 2018 |
| -------------------------------------------------------------- |
| Brasil Campeão (1º título)                                     |

## Ligação externa
- Site oficial da Sudamérica Rugby (em espanhol)